# Dunfermline Chess Club
Dunfermline Chess Club – szkocki klub szachowy z siedzibą w Dunfermline, zwycięzca SNCL z 2024 roku. Pierwsza drużyna występuje także pod nazwą Dunfermline Knights.

## Historia
Klub został założony w 1946 roku. W 2023 roku klub zajął trzecie miejsce w Scottish National Chess League (SNCL), ulegając jedynie Dundee City i Bon Accord. W sezonie 2023/2024 zespół wygrał ligę z punktem przewagi nad drugim Wandering Dragons. Skład zespołu stanowili wówczas m.in. Pawlos Bozinakis, Daniel Savidge, Ian C. Robertson, Nikolas Skettos i Jonathan Mckay.